# Vjačeslav Bykov
Vjačeslav Arkad'evič Bykov (in russo Вячеслав Аркадьевич Быков?; Čeljabinsk, 24 luglio 1960) è un ex hockeista su ghiaccio russo, fino al 1991 sovietico.

## Palmarès

### Olimpiadi invernali
- 2 medaglie:
  - 2 ori (Calgary 1988[1]; Albertville 1992[2])

### Mondiali
- 8 medaglie:
  - 5 ori (Germania Ovest 1983[1]; Unione Sovietica 1986[1]; Svezia 1989[1]; Svizzera 1990[1]; Germania 1993[3])
  - 1 argento (Austria 1987[1])
  - 2 bronzi (Cecoslovacchia 1985[1]; Finlandia 1991[1])

### Canada Cup
- 1 medaglia:
  - 1 argento (1987[1])